# Parque Nacional Chichibu Tama Kai
Parque Nacional Chichibu-Tama-Kai (秩父多摩甲斐国立公園, Chichibu Tama Kai Kokuritsu Kōen) é um parque nacional do Japão que fica na intersecção das prefeituras de Saitama, Yamanashi, Nagano e Tóquio.
O parque nacional foi fundado em 10 de julho se 1950 e possui uma área de aproximadamente 1.262 quilômetros quadrados. Não possui áreas com vulcões, algo incomum no Japão, apesar de se situar em uma região a mais de dois mil metros de altitude acima do nível do mar.